# Stadtmauermuseum (Nördlingen)

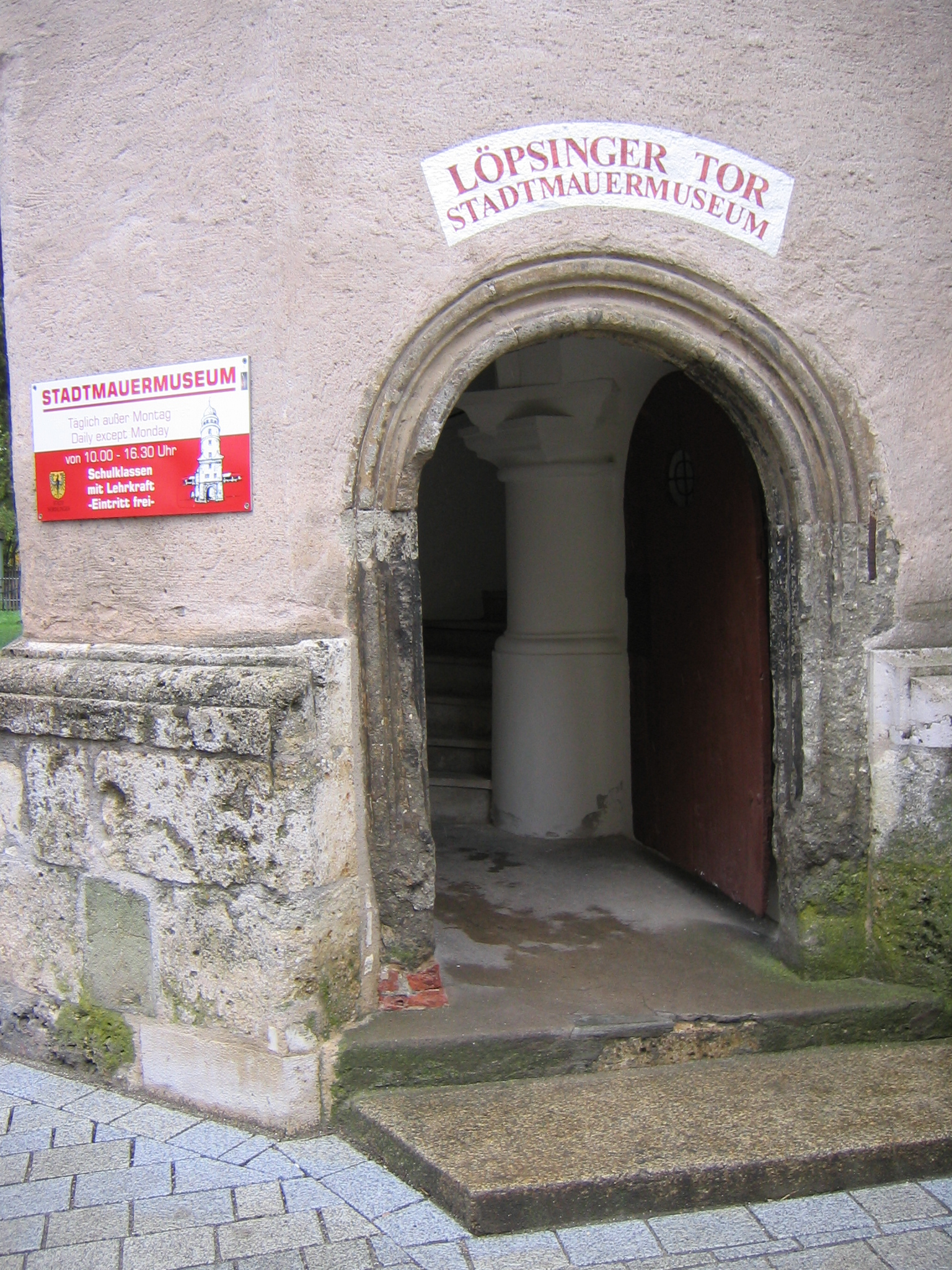
Aufgang

Das Stadtmauermuseum in Nördlingen dokumentiert die Geschichte der Nördlinger Stadtbefestigung. Es wurde im Jahr 1987 im 1593/94 errichteten Turm des Löpsinger Tores eröffnet.
Auf sechs Stockwerken beherbergt das Museum unter anderem Schautafeln, Uniformen des 17. Jahrhunderts und eine Kanone. Ein Zinnfigurenmodell erklärt die Schlacht bei Nördlingen im Jahr 1634.